# Paedogobius kimurai
Paedogobius kimurai es una especie de peces de la familia de los Gobiidae en el orden de los Perciformes.

## Morfología
- Las hembras pueden alcanzar 1.8  cm de longitud total.
- Número de vértebras: 25.[1]

## Hábitat
Es un pez de clima subtropical y demersal.

## Distribución geográfica
Se encuentra en el Japón, Tailandia y el este de Australia.

## Observaciones
Es inofensivo para los humanos.